# André J. Hamel
Pour les articles homonymes, voir Hamel.
André J. Hamel, né le 25 septembre 1937 à Sherbrooke (Canada), est un homme politique canadien du Québec.
Il est député à l'Assemblée nationale du Québec de la circonscription de Sherbrooke de 1985 à 1994 et occupe divers postes dans les gouvernements de Robert Bourassa et de Daniel Johnson.

## Jeunesse et formation
Après son primaire à l’école Larocque, Hamel étudie au Séminaire Saint-Charles de Sherbrooke de 1950 à 1954. Il obtient un certificat en service social de l’Université de Sherbrooke en 1964, suivi d’un premier baccalauréat ès Arts en 1971, et d’un second baccalauréat ès Arts (français) en 1976. Il obtient par ailleurs en 1976 un certificat en levée de fonds de la Fund-Raising School de la University of San Francisco (É.-U.).
De 1962 à 1965, il est conseiller en service social à la Commission des écoles catholiques de Sherbrooke. De 1965 à 1968, il est responsable du service social scolaire à la Commission régionale de l'Estrie. Entre 1967 et 1970, puis en 1973 et 1974, André J. Hamel est président bénévole de la Corporation des conseillers sociaux du Québec.
Il devient secrétaire administratif à la Faculté des arts de l’Université de Sherbrooke de 1968 à 1971. Entre 1971 et 1973, il est relationniste au service des relations publiques de l'Université de Sherbrooke. De 1973 à 1985, il est directeur général de l'Association des anciens de l'Université de Sherbrooke, et en 1985, il devient directeur général de la Fondation de l'Association générale des anciens de l'Université de Sherbrooke.
Pendant ce temps, il continue de prêter son temps bénévolement à titre de président du Centre de services sociaux de l'Estrie (1977 à 1979), et aussi de président de l'Association des centres de services sociaux du Québec (1978 et 1979).

## Carrière politique
En 1985, alors qu’il est secrétaire de l’Association des libéraux de Sherbrooke, André J. Hamel brigue l’investiture du Parti libéral du Québec dans le comté de Sherbrooke.
Le 2 décembre 1985, il est élu député de Sherbrooke à l'Assemblée nationale du Québec pour une première fois. Il défait son adversaire péquiste, Raynald Fréchette, par 648 voix et amorce sa carrière de parlementaire. En 1989, lorsqu'il renouvelle son mandat à titre de député, il multiplie par cinq sa marge de victoire en défaisant le candidat péquiste Jacques Blanchette par plus de 3 300 voix.
Lors de ses deux mandats, il défend maints dossiers locaux et régionaux à Québec. Le dossier de la culture est l’un des principaux chevaux de bataille du député Hamel. Dans un discours prononcé à l’Assemblée nationale, il déclare : «La culture transcende les débats politiques, économiques ou sociaux.» C’est dans cet esprit qu’il facilite trois projets structurants dans le domaine culturel pour Sherbrooke : la construction de la bibliothèque Éva-Sénécal, l’accréditation du Musée des beaux-arts et la création de l’École de musique de l’Université de Sherbrooke. Il fait par ailleurs débloquer les projets suivants pour Sherbrooke et l’Estrie :
- Nouveau centre de détention régional de Sherbrooke
- Cession de l’ancien Palais de justice de Sherbrooke à la Ville de Sherbrooke, afin que le nouvel hôtel de ville y soit installé
- Création de l’Institut universitaire de gériatrie de Sherbrooke

Le député Hamel occupe, tout au long de sa carrière à Québec, des postes d’adjoint parlementaire. Il est adjoint au ministre de l'Enseignement supérieur et de la Science, Claude Ryan, de septembre 1988 à août 1989. Par la suite, il est nommé adjoint parlementaire du ministre des Affaires internationales John Ciaccia (novembre 1989 à octobre 1990), de la ministre de l'Enseignement supérieur et de la Science Lucienne Robillard (octobre 1990 à novembre 1993), et enfin à nouveau, du ministre des Affaires internationales Ciaccia (avril 1992 à novembre 1993).
André J. Hamel est aussi vice-président de la Commission de l'éducation de novembre 1993 à juillet 1994, et co-président du Comité organisateur fédéral-provincial du Colloque du 50e anniversaire de l’Organisation des Nations unies pour l'alimentation et l'agriculture à Québec.
Pendant ses deux mandats, il garde des rapports cordiaux avec ses collègues de tous les partis à Québec. «L’ensemble des politiciens sont des gens courageux qui se dévouent pour les autres. Ils ont en eux la notion du service au public. Ils méritent notre admiration, pour quelque parti que ce soit.»

## Carrière civile
André J. Hamel revient à l’emploi de l’Université de Sherbrooke en 1994, à titre de délégué à la Fondation de l'Université de Sherbrooke. De 1995 à 2000, il est membre du Comité exécutif de la Campagne majeure de levée de fonds de l’Université de Sherbrooke, et en 1999 et 2000, il est directeur intérimaire du Service du développement et directeur général intérimaire de la Fondation de l'Université. Après sa retraite officielle en octobre 2000, il reste trois ans consultant du recteur, puis en 2003 et 2004, conseiller au développement à la Fondation de l'Université de Sherbrooke.
Il est vice-président de la Société d'histoire de Sherbrooke de 2000 à 2006, et vice-président de la Fondation de la Société d'histoire de Sherbrooke de 2003 à 2005. Il est aussi secrétaire-trésorier du Comité organisateur des troisièmes Championnats du monde d'athlétisme jeunesse de Sherbrooke en 2003, et entre 2004 et 2007, il est vice-président de la Fondation des parlementaires québécois-Cultures à partager. En 2004, il est secrétaire fondateur de l'Association des retraités professionnels de l'Université de Sherbrooke.

## Distinctions
André J. Hamel reçoit en 1992 la Médaille commémorative du 125e anniversaire de la Confédération du Canada, «en reconnaissance de sa contribution significative au bien-être de ses compatriotes, [de] sa communauté et [de sa contribution au] Canada.»
En 2002, on lui décerne la Médaille du jubilé, à l’occasion du cinquantième anniversaire de l’accession de Sa Majesté la Reine au Trône. Cette médaille est conférée «aux personnes qui ont apporté une contribution exceptionnelle au Canada, à leur collectivité ou à leurs concitoyens.»

## Résultats électoraux
|                                                                                               | Nom                         | Parti               | Nombre de voix | %      | Maj. |
| --------------------------------------------------------------------------------------------- | --------------------------- | ------------------- | -------------- | ------ | ---- |
|                                                                                               | André Hamel                 | Libéral             | 14 163         | 49,3 % | 648  |
|                                                                                               | Raynald Fréchette (sortant) | Parti québécois     | 13 515         | 47 %   | -    |
|                                                                                               | Hugues Desrochers           | Vert                | 845            | 2,9 %  | -    |
|                                                                                               | Vincent Séguin              | Socialisme chrétien | 105            | 0,4 %  | -    |
|                                                                                               | Yves Lawler                 | Communiste          | 97             | 0,3 %  | -    |
| Total                                                                                         | Total                       | Total               | 28 725         | 100 %  |      |
| Le taux de participation lors de l'élection était de 75,7 % et 577 bulletins ont été rejetés. |                             |                     |                |        |      |

|                                                                                               | Nom                   | Parti              | Nombre de voix | %      | Maj.  |
| --------------------------------------------------------------------------------------------- | --------------------- | ------------------ | -------------- | ------ | ----- |
|                                                                                               | André Hamel (sortant) | Libéral            | 14 604         | 51,4 % | 3 314 |
|                                                                                               | Jacques Blanchette    | Parti québécois    | 11 290         | 39,7 % | -     |
|                                                                                               | Tracy Allard          | Vert               | 1 578          | 5,6 %  | -     |
|                                                                                               | Mario Mercier         | NPD Québec         | 521            | 1,8 %  | -     |
|                                                                                               | Yvon Rivet            | Parti 51           | 315            | 1,1 %  | -     |
|                                                                                               | Yves Lawler           | Communiste         | 59             | 0,2 %  | -     |
|                                                                                               | Normand Guy           | Marxiste-léniniste | 50             | 0,2 %  | -     |
| Total                                                                                         | Total                 | Total              | 28 417         | 100 %  |       |
| Le taux de participation lors de l'élection était de 76,4 % et 680 bulletins ont été rejetés. |                       |                    |                |        |       |